# Wilhelm Reue
Wilhelm Reue (1893-1962) est un peintre allemand, qui a d'abord été sculpteur et architecte.

## Biographie
Wilhelm Reue, ou Willi Reue, naît à Plantières le 25 mai 1893, durant l'annexion allemande. Doué pour le dessin, le jeune Willi s'intéresse aux arts plastiques.

### Formation en sculpture
Attiré par la sculpture, le jeune homme fréquente l'École des beaux-arts de Metz. En tant qu’apprenti à la marbrerie Piodi, il participe à la création de plusieurs œuvres à Metz, notamment les gargouilles de la nouvelle gare et les angelots de la façade du magasin de tissus Salomon Frères, dit « Palais de la soie », (à l'angle d'En Nexirue et de la rue du Palais, devenu en 1973 cinéma Caméo-Ariel).

### Durant la Grande Guerre
En juillet 1915, Reue est engagé au 2e régiment d'artillerie bavarois. Il est mobilisé au fort Feste Prinz Regent Luitpold situé dans la banlieue de Metz. Il y peint des fresques avec des vues de Metz,.

### Installation à Munich
Blessé de guerre, Reue est envoyé à Munich en 1917, où il suit les cours de l'Académie des beaux-arts jusqu'en 1922, et où un autre Lorrain de Metz, Edmond Louyot, l'avait précédé. Il visite Berlin, Dresde, Cologne et Sarrebruck. Allergique aux poussières de la sculpture, il s'adonne de plus en plus à la peinture à l'huile ; s'inspirant à la fois des impressionnistes français et des expressionnistes allemands, il n'hésite pas à peindre en plein air. La nature bavaroise l'inspire, et il affectionne particulièrement les îles du lac Chiemsee.
Dans les années 1930, il reste à Munich, promue Stadt der Deutschen Kunst, « Ville de l'Art allemand », par le régime nazi. Un autoportrait de cette époque le présente soucieux, comme absorbé par sa recherche de la vérité.

### Guerre 1939-1945
Durant la Seconde Guerre mondiale, Reue est traqué par la Gestapo en raison de ses sentiments anti-hitlériens. Il se cache à Metz, où sa sœur est religieuse à l'hôpital Sainte-Blandine. Il continue de peindre et offre certaines de ses toiles à l'hôpital, comme celle intitulée Metz sous la neige.

### Après-guerre
Le 20 septembre 1946, Wilhelm Reue, installé à Montigny-lès-Metz jusqu'en 1947, est décoré de la médaille de la ville de Metz à titre de libération FFI.
De 1948 à 1952, il vit à Constance, puis à Munich, où il meurt le 25 septembre 1962. Il est inhumé à Darmstadt auprès de ses parents revenus vivre dans cette ville en 1919.